# Castle Sowerby
Castle Sowerby is een civil parish in het bestuurlijke gebied Eden, in het Engelse graafschap Cumbria. In 2001 telde het dorp 337 inwoners.